# Monroe Golden
Monroe Golden ist ein US-amerikanischer Komponist.
Golden studierte an der University of Montevallo und an der University of Illinois Komposition bei James A. Jensen, Ed Robertson, Ben Johnston, Sever Tipei, Aurel Stroé und Herbert Brün. Er lebt in Birmingham/Alabama, wo er 1998 das Birmingham International Improvisation Festival veranstaltete und an den Birmingham's City Stages die New Arts Stage gründete, die er von 1999 bis 2004 leitete. Er gründete die Birmingham Art Association und die ARTBURST Performance Series an der Unitarian Universalist Church der Stadt. Weiterhin war er Gründungsmitglied der Birmingham Art Music Alliance, deren Präsident er von 2003 bis 2005 war. 2006 erhielt er den Preis der Alabama Music Teachers Association und ein Stipendium der Alabama State Council on the Arts.

## Werke
- Helical March für Kammerorchester
- Out of Context für Almglocken, Marimba und mikrotonales Keyboard
- 43 Commas für Flöte, Klavier und Soundfile
- Ten Strings für Violine und Gitarre
- Spring, from Walden für Violine und Klavier
- Alabama Places für Klavier und mikrotonales Keyboard
- Poems of Life and Bliss für Mezzosopran, Flöte, Cello und Klavier
- Will für Bassklarinette, Bariton und Klavier
- Tracking Minotaurs für Saxophonquartett
- Allahabad für Sänger, Orgel und Trompete (Text von Sandra Sprayberry)
- Whirl für mikrotonales Klavier, Flöte und Cello
- Bicinia für Flöte und Klarinette oder Saxophon
- Cheaha für mikrotonales Klavier zu vier Händen und Glockenspiel
- Fusion für elektrische Viola und elektrisches Cello
- Grind für drei Schleifmaschinen und Perkussion
- Music für neun Metallstücke
- Cipeku für zwei Sänger und Instrumente
- Leaven für Vierteltongitarre und Marimba
- Drift für zwei Klaviere
- Vegan Permaculture für mikrotonales Gitarrenquartett
- String Quartet no. 2
- Three in the Morning für drei Tenorsaxophone
- By Nary für verstärkte Altflöte, Glockenspiel, mikrotonales Klavier und Posaune
- Nini Movements für Bläserquintett
- In Pell City für Vorleser, Klavier und mikrotonales Keyboard (Text von Linda Frost)
- Poems of Life and Bliss für Mezzosopran, Flöte, Cello und Klavier
- Walden Songs für Mezzosopran und Klavier for mezzo-soprano and piano (for Kathryn Venable)
- Two Psalms für gemischten Chor
- Pinhoti für Cello und Soundfile
- 81 für Klavier
- Reform für Flöte, Soundfile und ein Video von John Burns
- 2x - 1 für Tuba
- Drift für Klavier
- Fantasy für Cello
- Tunnel Vision für Fagott und Soundfile
- Loci für Flöte und Liveelektronik

## Weblink
- Homepage von Monroe Golden

## Quelle
- Vox Novus - Monroe Golden

| Personendaten    | Personendaten               |
| ---------------- | --------------------------- |
| NAME             | Golden, Monroe              |
| KURZBESCHREIBUNG | US-amerikanischer Komponist |
| GEBURTSDATUM     | 20. Jahrhundert             |